# Мегді Халіль
Мегді Халіль (араб. مهدي سليم خليل, нар. 19 вересня 1991, Фрітаун) — ліванський футболіст, народжений у Сьєрра-Леоне, який грає на позиції воротаря в оренді в йорданському клубі «Аль-Файсалі» (Амман) з ліванського клубу «Аль-Ахед». Відомий за виступами в низці шведських, сьєрралеонських та ліванських клубів, в іранському клубі «Зоб Ахан», а також у складі національної збірної Лівану.

## Клубна кар'єра
Мегді Халіль народився у столиці Сьєрра-Леоне Фрітауні в сім'ї вихідців з Лівану. У дорослому футболі дебютував 2009 року виступами за команду з Фрітауна «Йогансен», в якій грав до кінця 2010 року. На початку 2011 року Халіль став гравцем нижчолігового шведського клубу «Копінг», і за короткий час його взяв у оренду клуб вищого рівня «Юргорден», щоправда в основному складі не грав, і невдовзі повернувся до Сьєрра-Леоне, де став гравцем клубу «Каллон».
На початку січня 2013 року Мегді Халіль став гравцем клубу «Сафа» зі своєї історичної батьківщини — Лівану. У складі команди вже в перший рік виступів став чемпіоном Лівану, у 2013 році став володарем Суперкубка Лівану, а за підсумками розіграшу 2013—2014 років став володарем Кубка Лівану. За підсумками сезону 2015—2016 року Халіль знову став разом із командою чемпіоном Лівану.

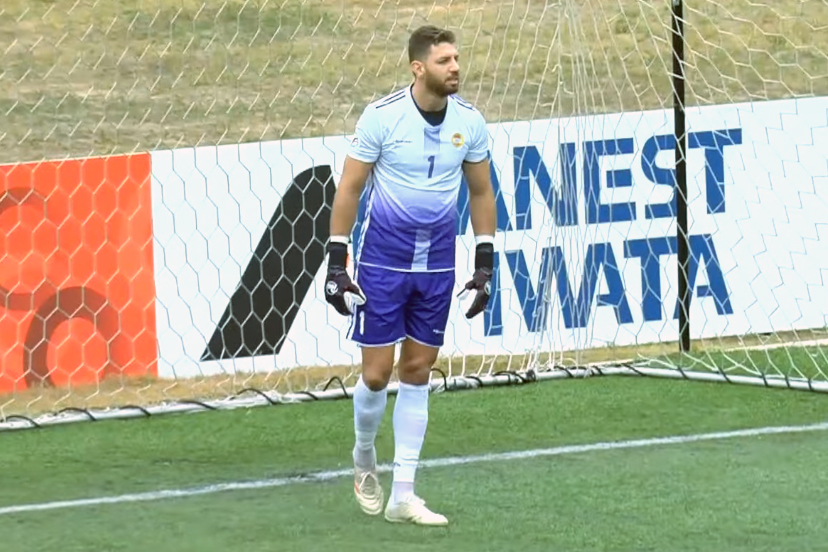
Мегді Халіль в клубі «Аль-Ахед» у 2019 році

У середині 2017 року Мегді Халіль перейшов до іншого ліванського клубу «Аль-Ахед» з Бейрута. У перший же рік виступів у новій команді він стає чемпіоном країни та володарем Кубка та Суперкубка країни. Наступного року він повторює цей успіх, вигравши разом із командою три головні призи ліванського футболу. У 2019 році Мегді Халіль стає разом із командою переможцем Кубка АФК, одночасно визнаний найкориснішим гравцем турніру, який уперше в історії виграв ліванський клуб.
На початку 2020 року Мегді Халіль на правах піврічної оренди перейшов до іранського клубу «Зоб Ахан». За півроку відіграв за команду з Ісфахана 8 матчів в національному чемпіонаті. У середині 2020 року повернувся з оренди до клубу «Сафа». У 2023 році Мегді Халіля віддали в оренду до йорданського клубу «Аль-Файсалі» (Амман).

## Виступи за збірну
17 березня 2013 року Мегді Халіль дебютував у складі національної збірної Лівану в матчі зі збірною Бахрейну. У складі збірної був учасником кубка Азії з футболу 2019 року в ОАЕ. На кінець 2020 року зіграв у складі збірної 40 матчів, у яких пропустив лише 28 м'ячів.

## Титули та досягнення
- Чемпіон Лівану (5):

«Сафа»: 2013, 2016
«Аль-Ахед»: 2018, 2019, 2022
- Володар Кубку Лівану (3):

«Сафа»: 2014
«Аль-Ахед»: 2018, 2019
- Володар Елітного кубку Лівану (1):

«Аль-Ахед»: 2022
- Володар Суперкубку Лівану (4):

«Сафа»: 2013
«Аль-Ахед»: 2017, 2018, 2019
- Володар Кубка АФК (1):

«Аль-Ахед»: 2019